# Chaetonema longisetum
Chaetonema longisetum är en rundmaskart som först beskrevs av Steiner 1916.  Chaetonema longisetum ingår i släktet Chaetonema och familjen Enoplidae. Inga underarter finns listade i Catalogue of Life.